# Gibson Guitar Corporation
A Gibson 1902-ben alapított hangszergyártó cég. A vállalat legnépszerűbb gitárja a Les Paul. Gitárokon túl a cég zongorákat is készít. A Fender mellett a mai napig a világ legnépszerűbb gitárjait gyártja szoros versenyben az Ibanez japán gitárgyártó céggel.

## A cég története

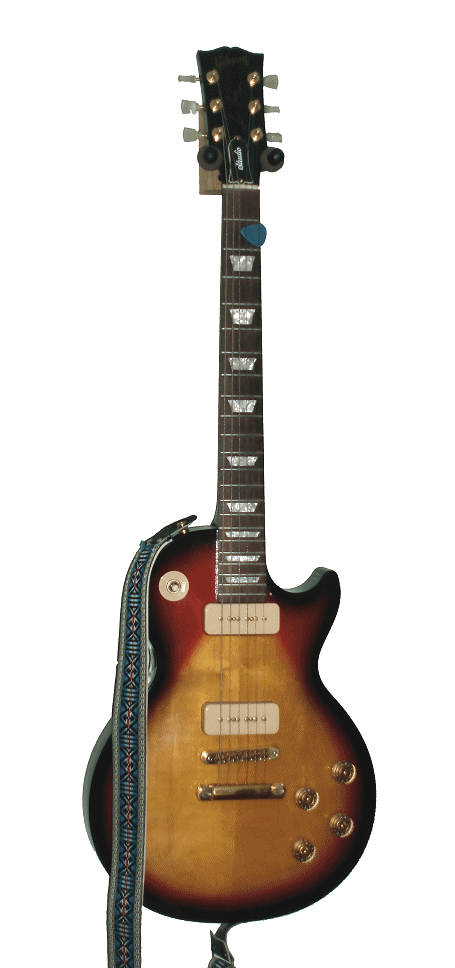
1996 Gibson Les Paul Studio Limited Edition

A 19. század végén Orville Gibson mandolinokat kezdett el készíteni Michiganben.
Gibson mandolinjai nagyon jellegzetesek voltak. A régebbi mandalinoknak lapos fatetejük volt, hátuk leginkább egy edényre hasonlítótt, míg Gibson mandolinjainak faragott, ívelt, szilárd fatetejük és hátuk, továbbá megerősített oldalaik voltak. Ezután 1902-ben megalakult a Gibson. Jelenleg is magánkézben van, részvényeit soha nem láthattuk tőzsdén. Az 1920-as években nagyon sok változás övezte a céget, a mandolinokon és a gitárokon is jelentős változtatásokat végeztek. 1922-ben bemutatták a Gibson F5-öt, nem sokkal később a Gibson L5-öt. 1935-ben elkészült az elsőként elismert Electric Spanish modell, az ES-150. A gitárt nagy nemzetközi siker övezte. Az 1930-as évekre már félakusztikus gitárokat is készített, a többi hasonló cégekhez hasonlóan. 1940-ben Les Paul kereste fel a céget, a sokak által kissé bizonytalan megjelenésű, „tuskó” becenevű elektromos gitárjával, viszont elutasítást kapott. 1952-ben, a Fender Telecaster megjelenése után mégis úgy döntöttek, hogy együttműködnek Les Paullal. Ez volt a cég első tömör testű elektromos girárja (Gibson Les Paul "Gold Top" néven). Az elnevezés se véletlen, mivel a Gibson aláíratott egy szerződést Les Paullal, hogy róla nevezhessék el a gitárt.

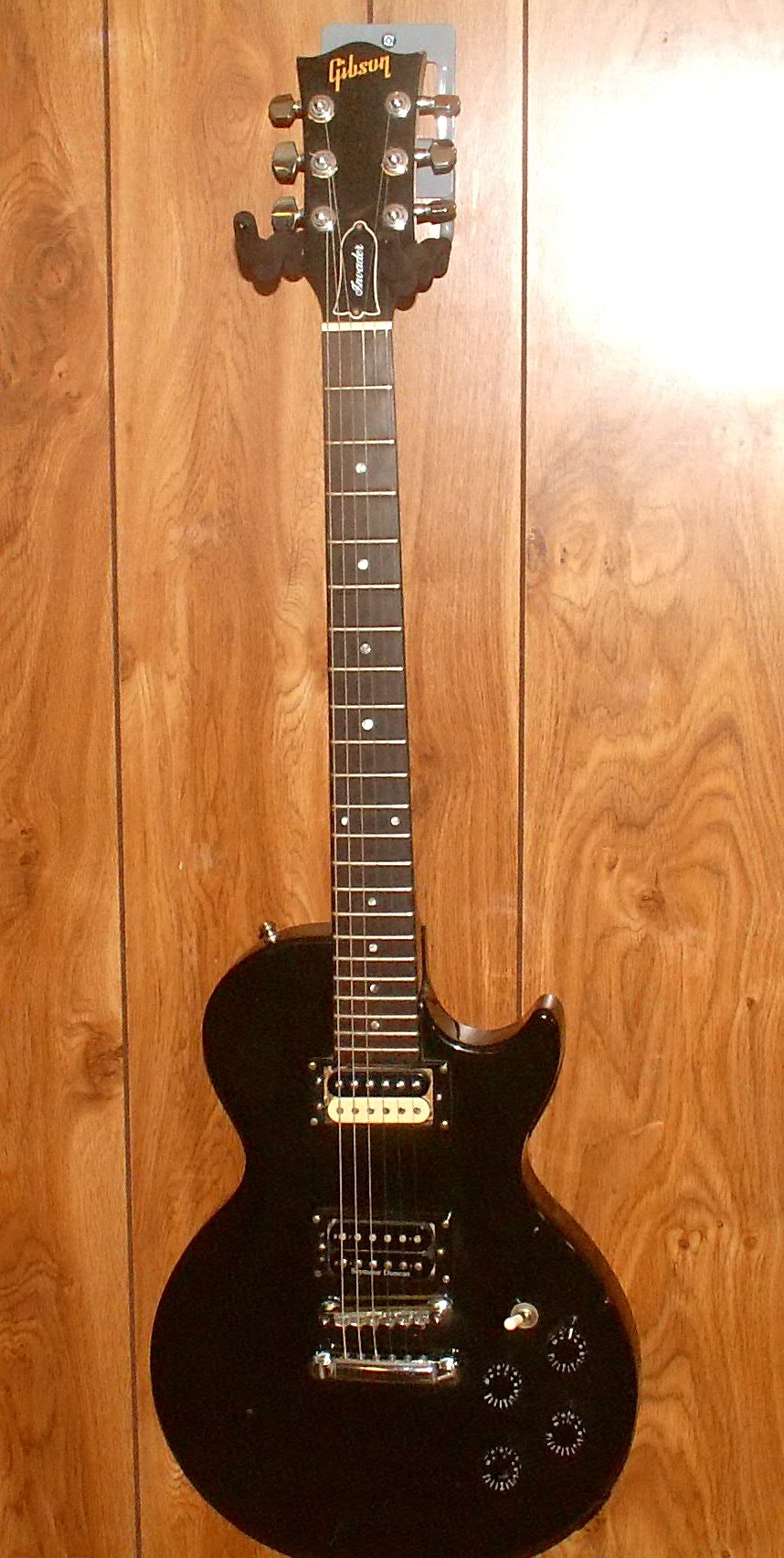
Gibson Invader

A hangszer nagyon különleges volt abban az időben. Mahagóni testével és ragasztott mahagóni nyakával igazán kitűnt a kor többi gitárjai közül. A korai modelleken kombinálták a lábat, valamint a trapéz alakú húrrögzítőt (ez Les Paul saját ötlete volt). A Tune-o-Matic lábak – a húrok különálló húrrögzítőhöz kapcsolódnak, majd áthaladnak a lábon, ahol hat alátét segíti a húrok hangolását – kifejlesztése után, 1957-ben a Gibson egy utolsó változtatást végzett a Gibson Les Paulon, az (egytekercses) Single-Coil-okat kéttekercses Humbucker hangszedőkkel látta el, ami erőteljesen csökkentette a háttérzajokat. Az 1950-es évek végén sok új gitárt dobtak piacra, ekkor született a Gibson Explorer és a Gibson Flying V, továbbá a félakusztikus ES-335. A változó igények miatt új gitártervekkel állt elő a cég. A tervek Les Paul jóváhagyásával valóra is váltak, így készült el Gibson SG, mely a mai napig az egyik legkeresettebb Gibson típus. 1960-tól 1985-ig a Gibsonok minősége és a vállalat forgalma meredeken romlani kezdett. A gyártást áthelyezték Nashville-be, majd 1986-ban a Gibson teljesen új vezetést kapott. Az, hogy a vállalat a mai napig sikeres, a 86-os változásnak köszönhető.

### Leányvállalatok

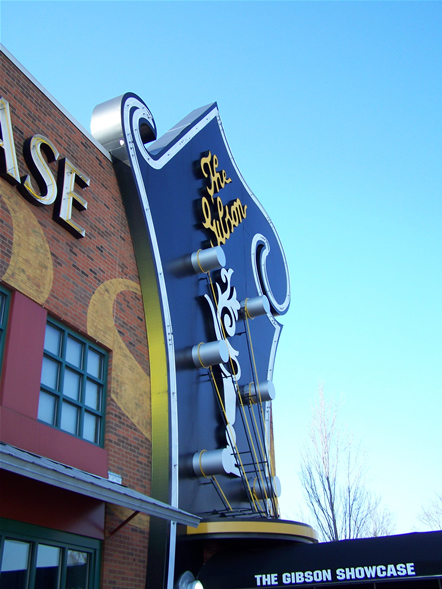
A nashville-i minigyár épülete.

A Gibsonnak számos leányvállalata jött létre, legtöbbje műszergyártó cég, továbbá diákok számára forgalmaznak gitárokat. Először egyik versenytársát, az Epiphone-t vásárolta fel 1957-ben, majd az 1970-es évektől kezdődően ezt a márkát az alacsonyabban árazott gitároknál használta.
A Gibson nagyon sokat pereskedett olyan gyártókkal, akiknek a gitárjai a Les Paulhoz hasonlítottak. Legelőször az Ibanezzel, majd a Paul Reed Smith Guitars-szal, melyekkel még 2005-ben is perben állt. Ezek szinte egytől egyig hamisítványi perek voltak. Talán éppen ezért kezdte el a Gibson alkalmazni 1970-től a sorozatszámrendszert. Ez egy jellemzően nyolcjegyű sorozatszám, mely a mai napig használatban van. Ez a kód tartalmazza a gyártás dátumát, helyszínét és a termék saját kódját.
A cég további érdekessége, hogy Nashville-ben megtalálható a gyár egy kicsinyített változata, egy úgynevezett minigyár, mely nyitva van a nyilvánosság számára. Ez a hely egy éttermet és hangversenytermet is magában foglal. Mondhatjuk, hogy mára már turistalátványosság.

## Gibson sorozatszámok
Az 1970-től alkalmazott sorozatszámrendszer nyolcjegyű sorozatszám. Az évek során, ahogy költözött a gyár, ezek a számok is változtak.
YDDDYRRR
YY a gyártás éve
DDD a gyártás napja a gitárt megjelölték
RRR a gyártási hely
A különböző gyártási helyek sorozatszámai:
001-499 Kalamazoo, Michigan(1975-1984)
500-999 Nashville, Tennessee (1975-1990)
001-299 Bozeman (1989 után)
300-999 Nashville, Tennessee (1990 után)
Például: A 90992487 sorozatszámú gitár 1992-ben készült, az év 99. napján (Április 8., szerda), Nashville-ben és aznap a 487. elkészült gitár volt.
2005 júliusában vezették be az új, 9 számjegyű digitális rendszert. A rendszer nagyrészt ugyanaz, mint az előző 8 számjegyű rendszer, mindazonáltal a 6. számjegy a batch-szám. Az első 5 és az utolsó 3 számjegy ugyanúgy maradt.

## Gibson-hangszerek

### Elektromos gitárok

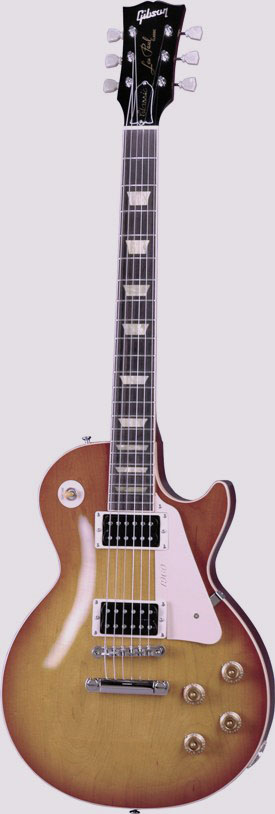
Gibson Les Paul
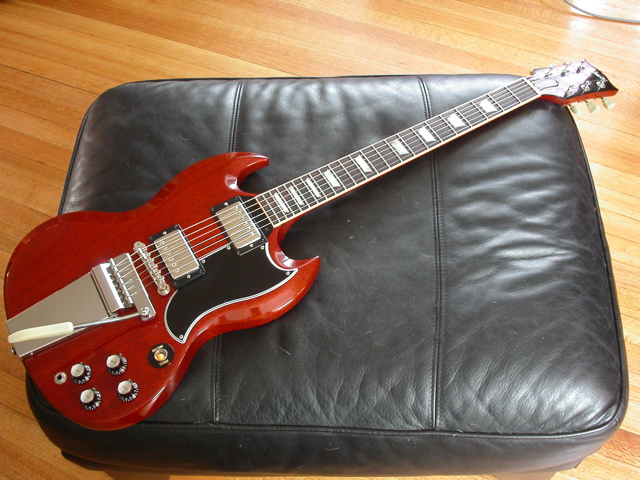
Gibson SG
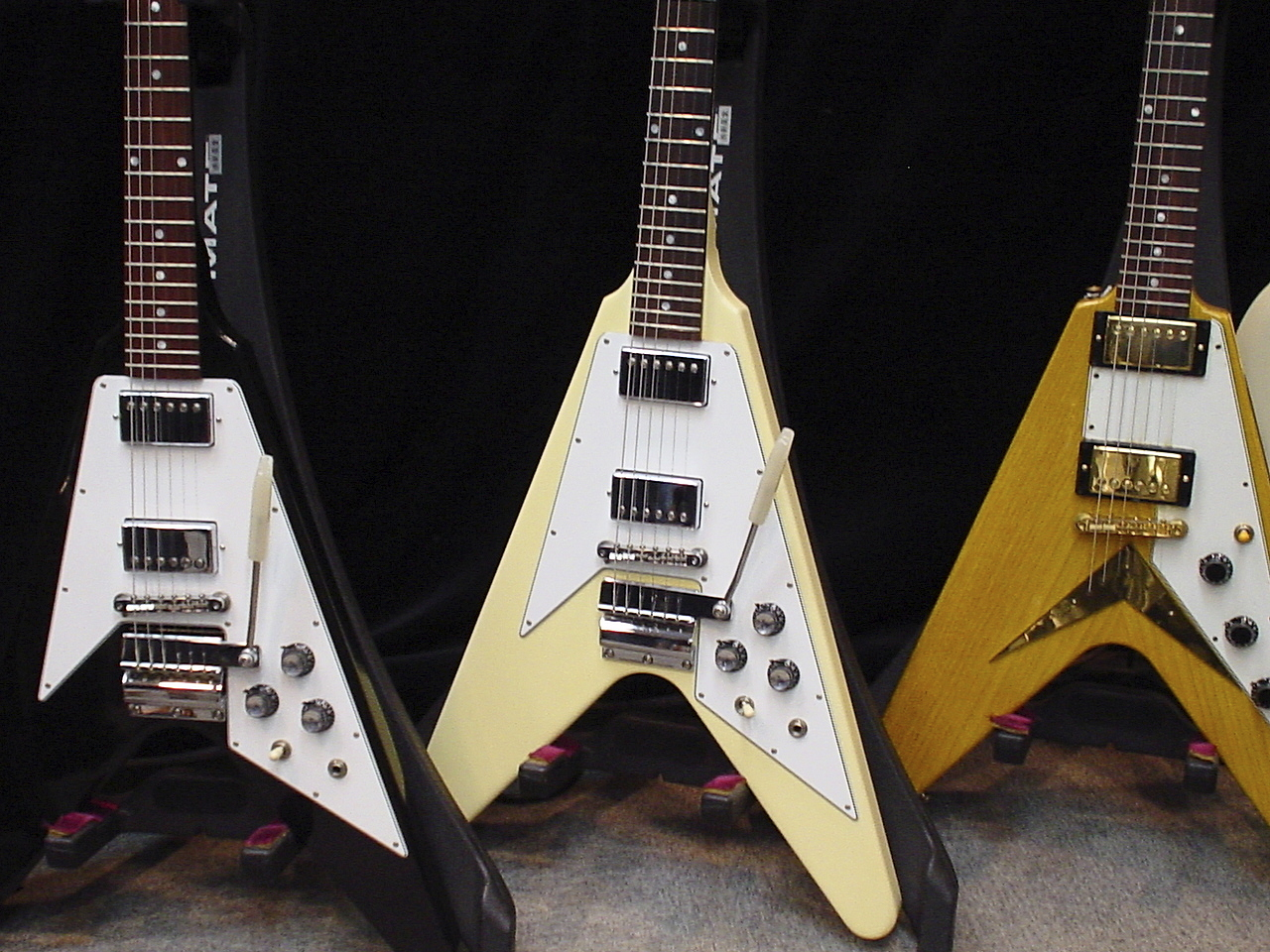
Gibson Flying V
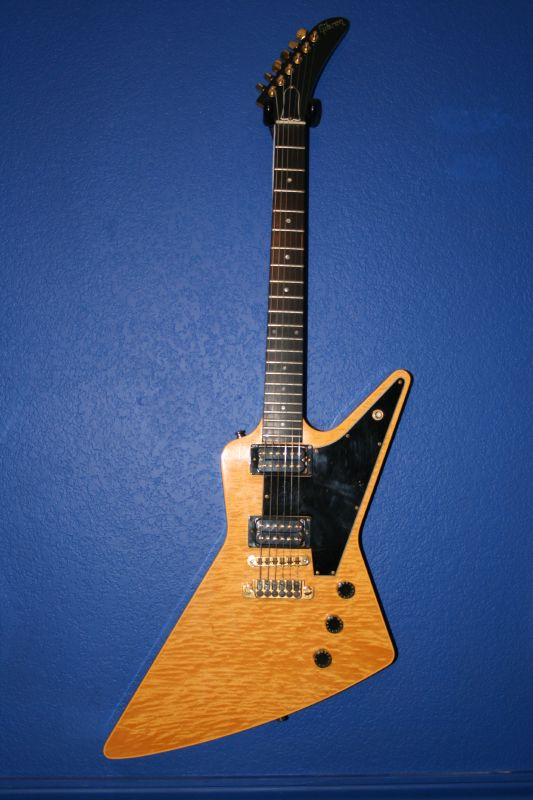
Gibson Explorer
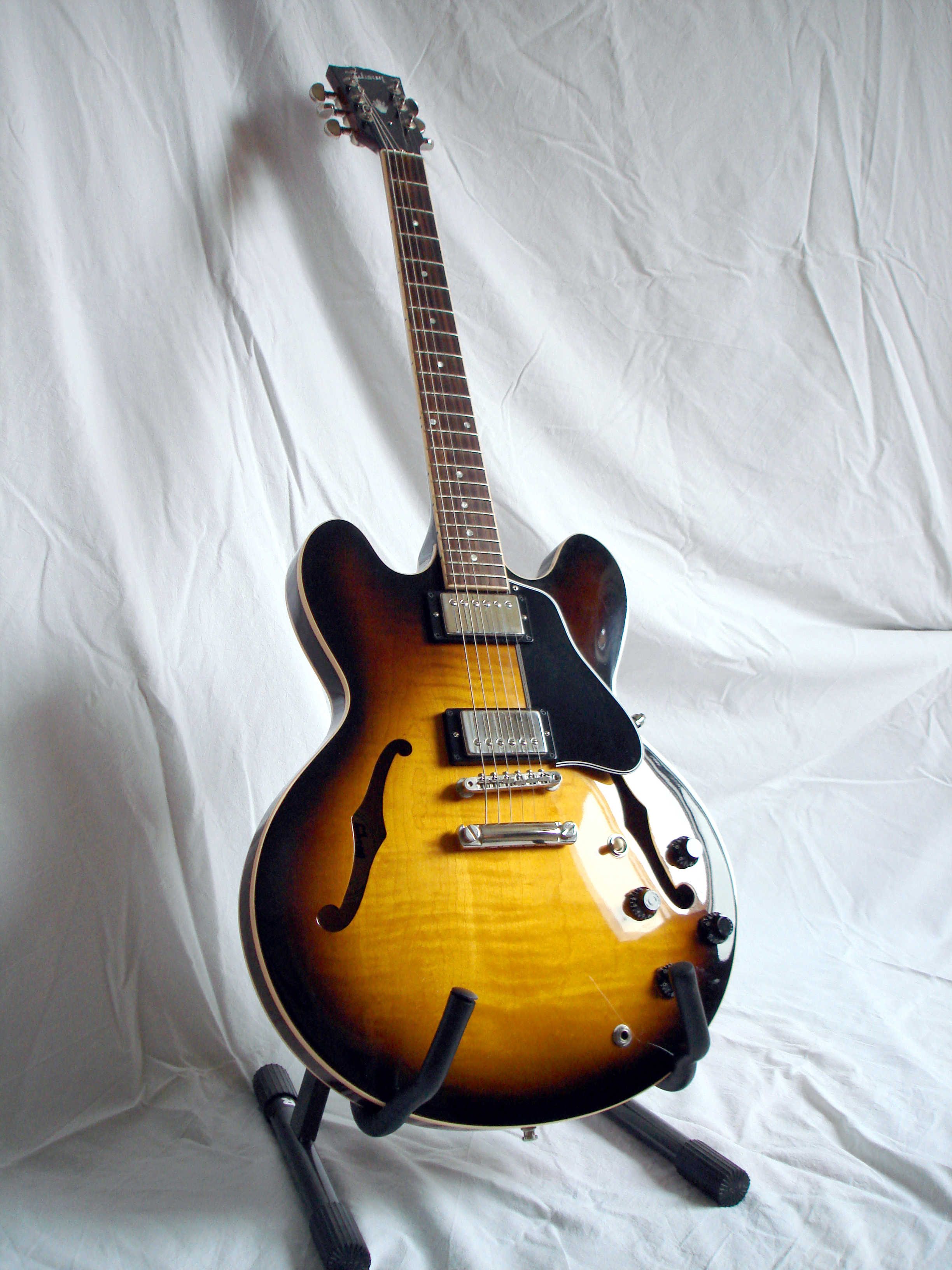
Gibson ES-335
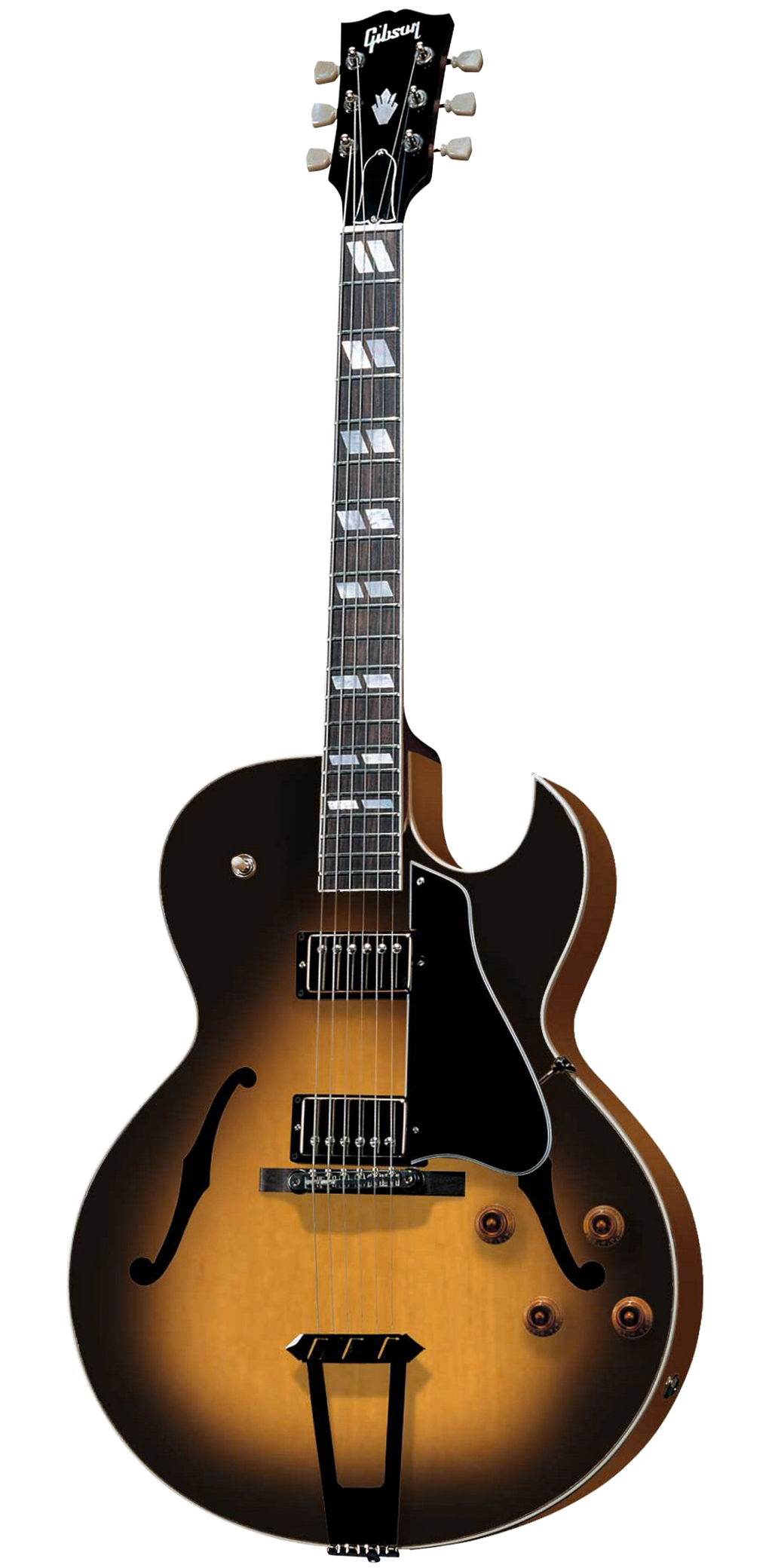
Gibson ES-175
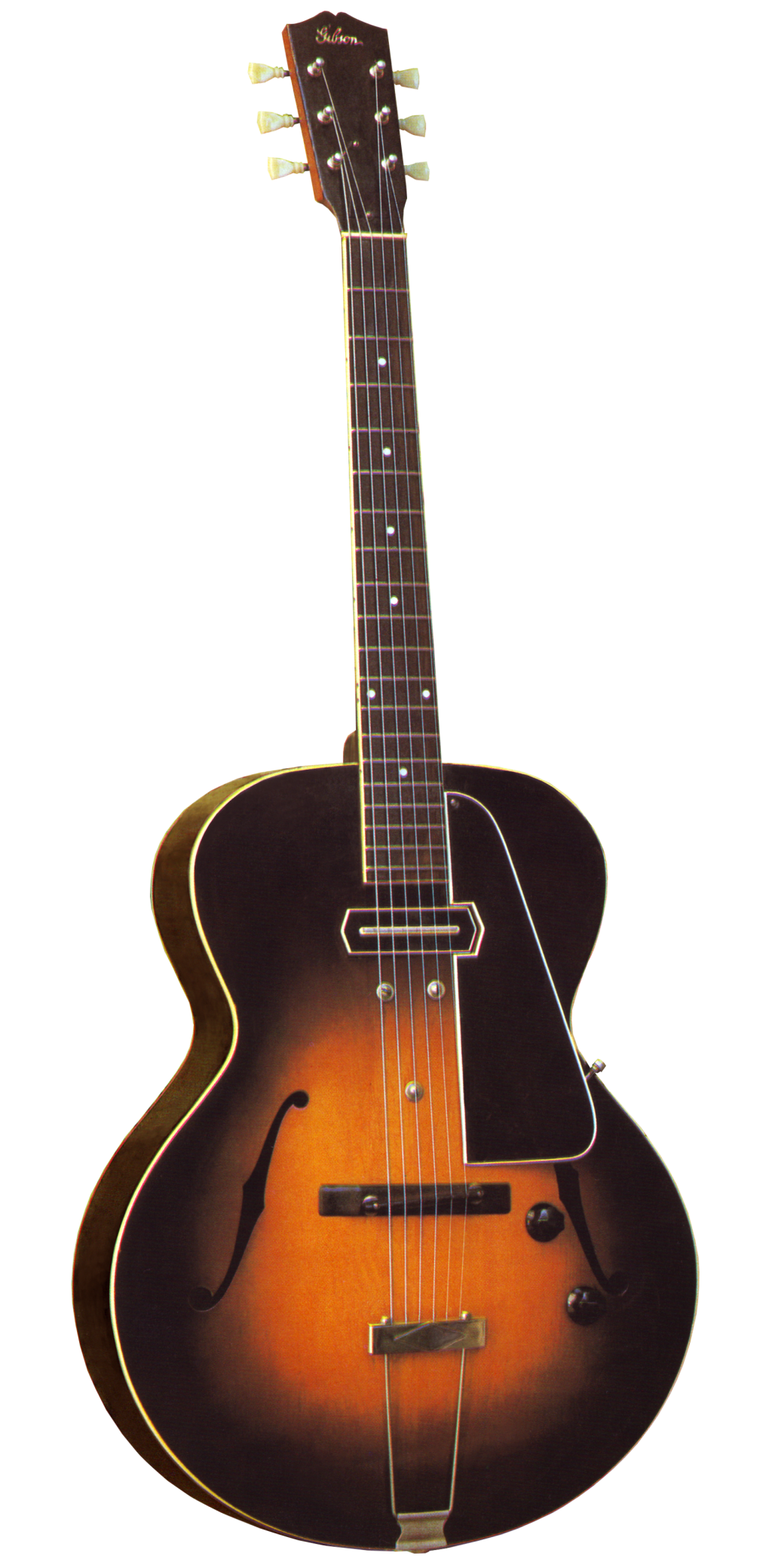
Gibson ES-150
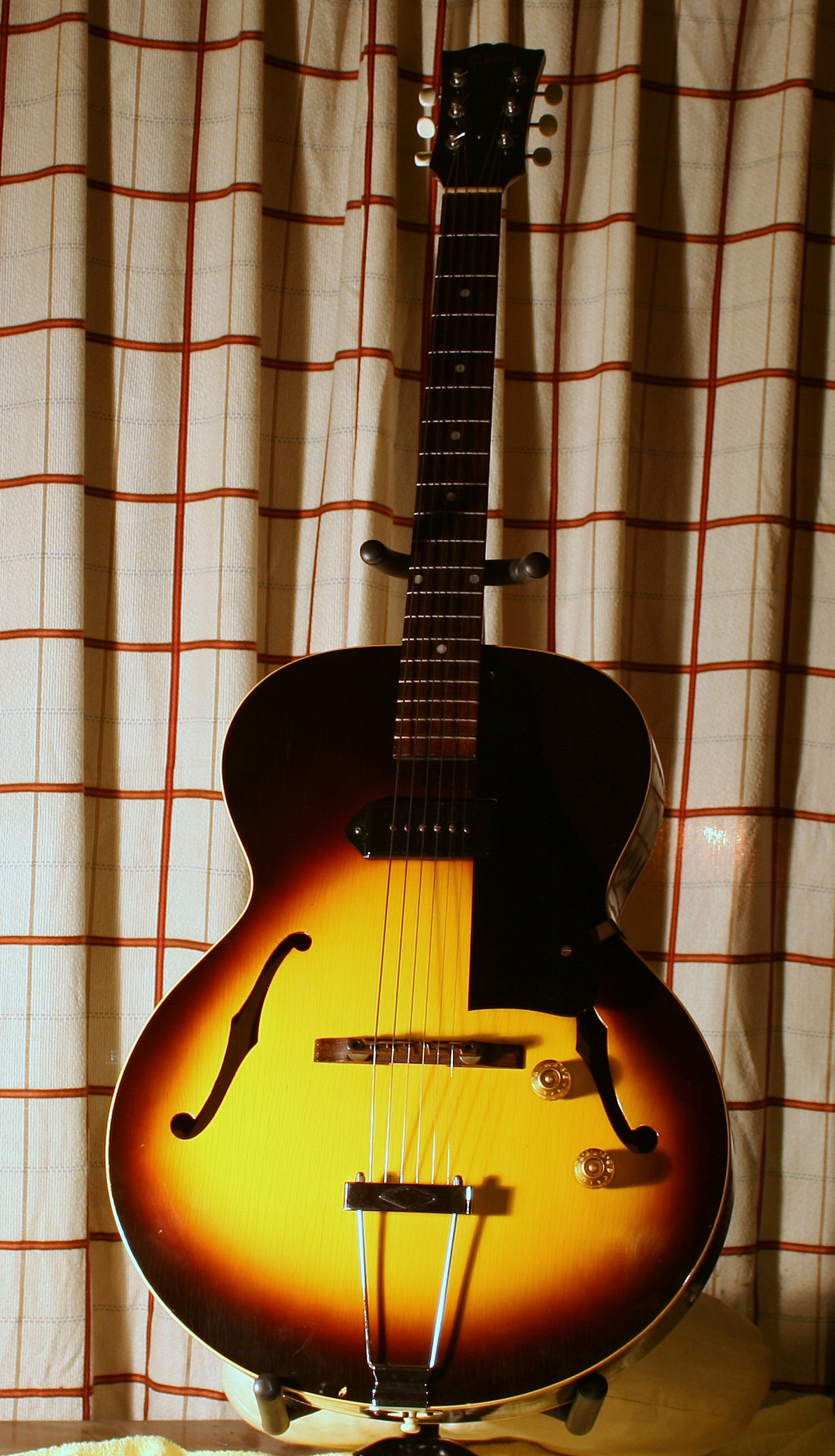
Gibson ES-125

### Akusztikus gitárok

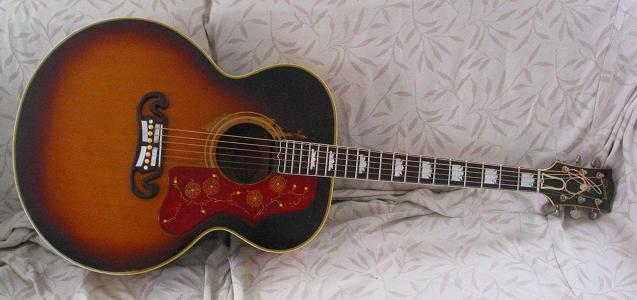
J sorozat

### Basszusgitárok

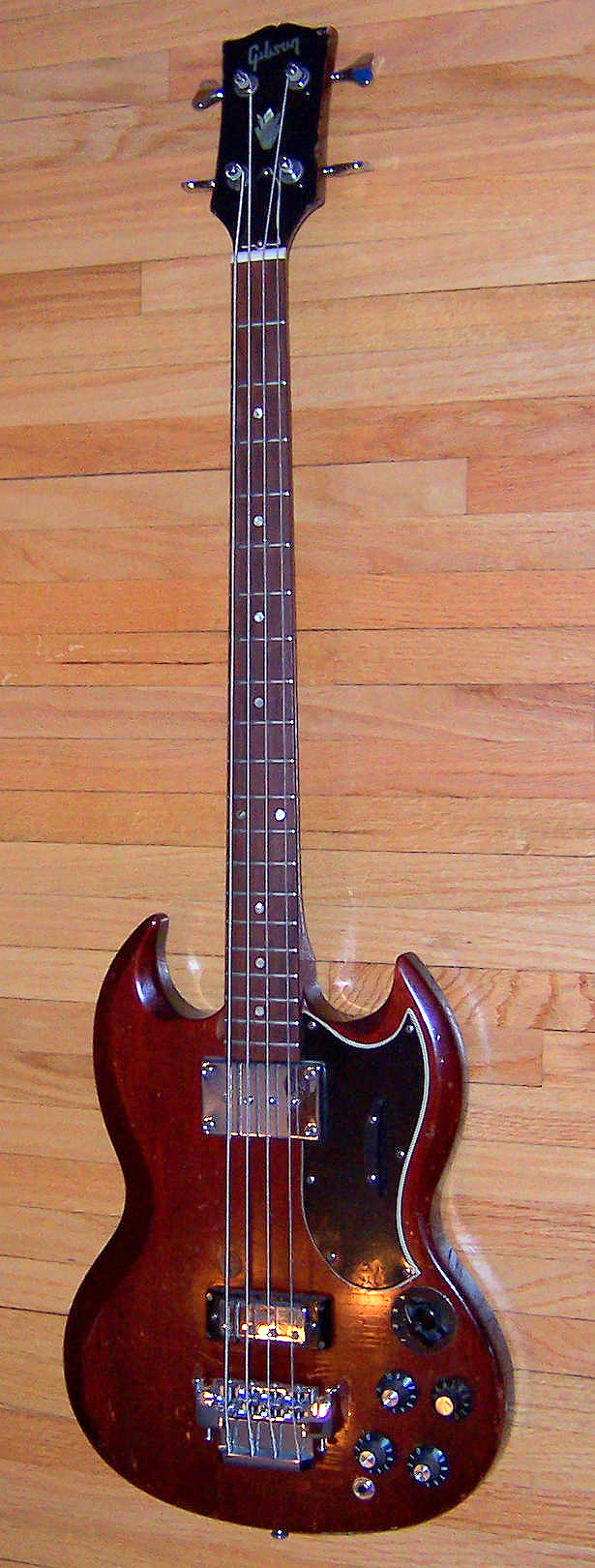
EB-3